# Marian Adolf Zakrzewski

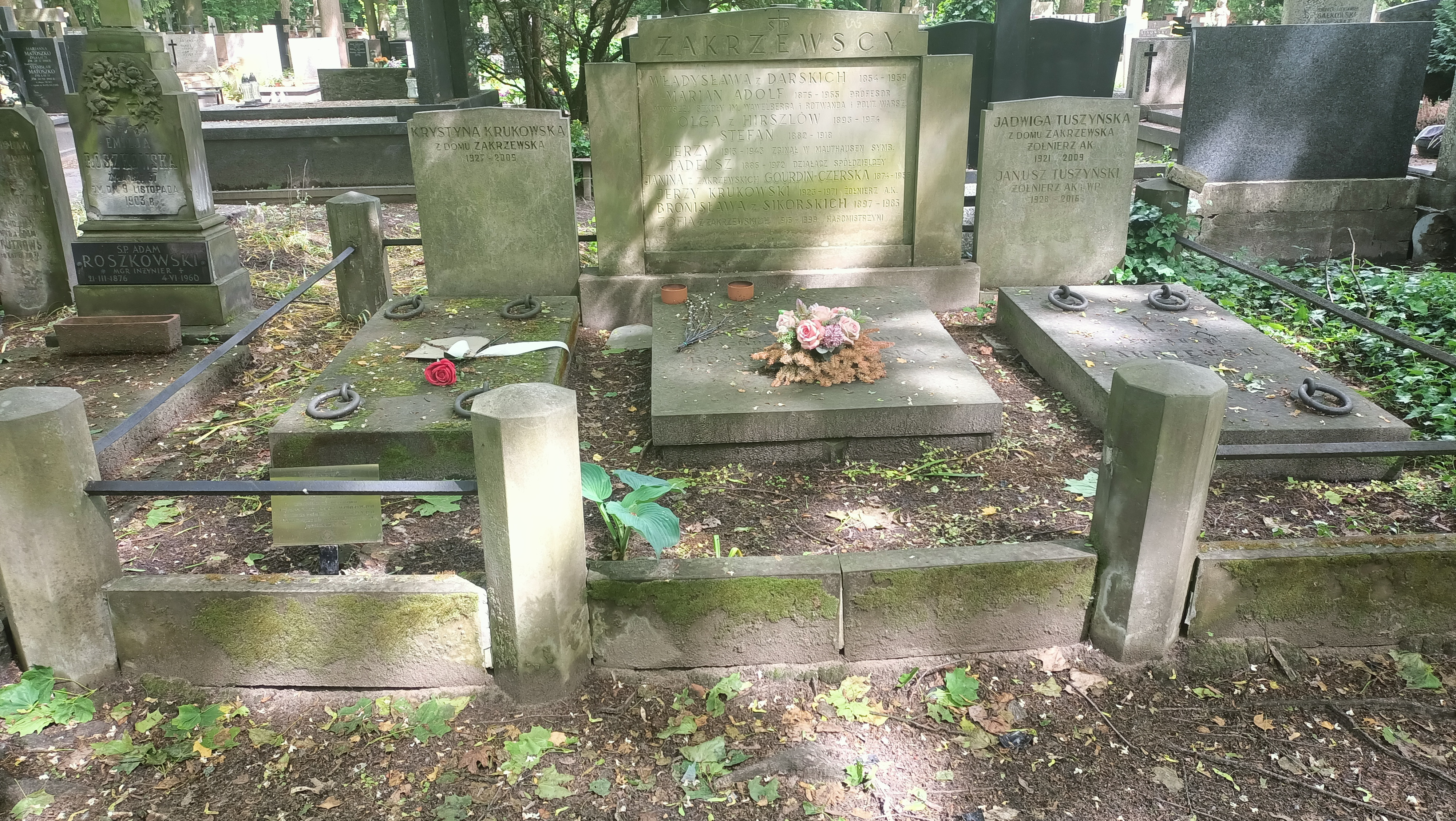
Grób Mariana Adolfa Zakrzewskiego na cmentarzu powązkowskim w Warszawie

Marian Adolf Zakrzewski (ur. 1873, zm. w 1965 w Warszawie) – inżynier technolog, wykładowca szkół średnich i Politechniki Warszawskiej.
Ukończył Instytut Technologiczny w Petersburgu (1908). Podczas studiów członek Polskiej Partii Socjalistycznej i socjalistycznych kół samokształceniowych. Po studiach pracował jako inżynier technolog w Zakładach Dnieprowskich w Kamienskoje w Ukrainie. Do kraju powrócił w październiku 1918 roku podczas niemieckiej okupacji Ukrainy.
W okresie międzywojennym był wykładowcą Państwowej Szkoły Budowy Maszyn i Elektrotechniki im. im. H. Wawelberga i S. Rotwanda Pracował także na Wydziale Elektrycznym Politechniki Warszawskiej. W latach 1928-1939 prowadził wykłady i ćwiczenia zlecone z części maszyn oraz kreślenia technicznego. Wydał wówczas podręcznik Części maszyn : wstęp, materjały konstrukcyjne, kliny, śruby, nity, pierścienie skurczne, koła cierne, zazębienia : według wykładów na Wydziale Elektrycznym Politechniki Warszawskiej oraz na Wydziale Mechanicznym Państwowej Wyższej Szkoły Budowy Maszyn i Elektrotechniki im. H. Wawelberga i S. Rotwanda, (Warszawa 1934).
Po II wojnie światowej pracował w Państwowym Technikum Korespondencyjnym w Warszawie, gdzie wraz z Janem Kunstetterem był autorem podręcznika "Części maszyn" (Warszawa 1951).
Pochowany wraz z żoną w grobowcu rodzinnym na Starych Powązkach w Warszawie (kwatera 273, rząd 8, miejsce 3-5).

## Życie prywatne
Syn Jana Adama i Władysławy z Darskich. Był mężem nauczycielki języków obcych Olgi z Hirszelów (1893-1974). Mieli syna Jerzego (1913-1943), który zginął w obozie koncentracyjnym Mathausen. i córkę Helenę (1913-1948) żonę Stefana Kotery, absolwentkę Szkoły Gospodarstwa Wiejskiego, działaczkę harcerską i członkinię Armii Krajowej.